# Дубенка (гмина)
Дубе́нка (пол. Dubienka) — сельская гмина (волость) в Польше, входит как административная единица в Хелмский повет, Люблинское воеводство. Население — 2803 человека (на 2004 год).

## Соседние гмины
1. Гмина Бялополе
2. Гмина Дорохуск
3. Гмина Хородло
4. Гмина Жмудзь